# Israël Tal
Pour les articles homonymes, voir Tal.
Israël Tal (en hébreu : ישראל טל) est un militaire israélien né le 13 septembre 1924 en Palestine mandataire et mort le 8 septembre 2010 à Rehovot. Tal est général de l'armée de défense d'Israël et le directeur du programme de conception du char de combat Merkava utilisé par l'armée israélienne. Tal est parfois surnommé Talik (טליק).

## Carrière
Tal fait son service militaire au sein de la Brigade juive de l'armée anglaise. Il participe à la Campagne d'Italie pendant la Seconde Guerre mondiale. En 1946, il rejoint la Haganah comme officier lors de la guerre israélo-arabe de 1948-1949 et pendant l'opération Kadesh, l'invasion du Sinaï par l'armée israélienne lors de la crise du canal de Suez, Tal commande une brigade. Lors de la guerre des Six Jours, Tal commande une division blindée dans le Sinaï (la 84e division blindée). En quelques années, Tal va moderniser les divisions blindées israéliennes et en faire la principale arme de l'armée.
À partir de 1965, l'armée israélienne décide de développer un programme de construction de chars de combat. Le programme bénéficie de la collaboration de l'Angleterre : le char israélien est alors prévu comme une adaptation au désert du Chieftain anglais. Mais en 1969, l'Angleterre décide de ne plus vendre de chars à Israël. Tal est chargé de diriger le programme de construction d'un char israélien et il présente son étude au ministère de la Défense en mai 1970. Le programme est approuvé et prend le nom de programme Merkava. En 1979, le premier char Merkava est mis en service,.
Tal participe enfin à la guerre du Kippour (1973) durant laquelle il nommé commandant en chef du front sud. Après la fin de la guerre du Kippour, Tal reçoit l'ordre du ministre de la Défense, Moshe Dayan et du chef d'État-major, David Elazar, de réattaquer l'Égypte. Tal refuse d'obtempérer à un ordre qu'il juge illégal et demande que l'ordre lui soit confirmé par le premier ministre Golda Meir. La confirmation ne vient pas mais Tal perd toute chance de devenir chef d'État-major des armées. Il est mis à la retraite en 1974.
Tal est ministre adjoint du ministre de la Défense Shimon Peres (gouvernement Yitzhak Rabin entre 1974 et 1977) puis d'Ezer Weizman. Il revient brièvement dans l'armée en 1978 à la demande de Weizman pour diriger la réorganisation de l'armée et en établir un commandement central mais son action est contestée par deux chefs d'État-Major, Mordechaï Gour (en) et Rafael Eitan, qui veulent empêcher que Tal soit nommé chef d'État-Major,.
Tal meurt le 8 septembre 2010 à Rehovot.